# Ulnarni pregibač zapešća
Ulnarni pregibač zapešća (lat. musculus flexor carpi ulnaris) je mišić prednje strane podlaktice. Mišić inervira lat. nervus ulnaris.

## Polazište i hvatište
Mišić polazi s dvije glave:
- lat. caput humerale - polazi zajedničkom glavom mišića pregibača
- lat. caput ulnare - polazi s lakatnog vrha (grč. olecranon) i srtažnjeg ruba lakatne kosti

Mišić ide distalno i hvata se za graškastu kost.